# Estat Edo
Edo és un estat federat de Nigèria occidental. La capital n'és la ciutat de Benín. Limita el del nord i est amb l'estat de Kogi, al sud amb l'estat del Delta i a l'oest amb l'estat d'Ondo.

## Història
La terra ara coneguda com a estat Edo, amb la ciutat de Benín com a capital, té una història llarga. Els historiadors i els investigadors tracen la seva existència a la prehistòria. En temps més recents, des de vers els segles X-XII, fou una comunitat ben organitzada i unificada sota una poderosa autoritat monàrquica, dirigida per l'Ogiso (rei), amb una maquinària de govern que representant les branques legislativa, executiva i judicial, amb alguna forma de control i equilibri més o democràtica. Els habitants es van anomenar Igodomigodo {Benins/binis} {Edo}.
El príncep E. Eweka diu: "Ningú està realment segur sobre l'origen dels edos l'origen dels quals sembla que s'ha estat perdut en mites i llegendes del distant passat". El que és segur és que la civilització edo té més de 6000 anys segons evidència científica, molt abans que els primers habitants antics edos visquessin a un terra unificada sota l'autoritat d'un Ogiso. Els igodomigodos {edos} {binis} es governaven a través d'un antic sistema d'autogovern anomenat Owere {ancians de la comunitat}. La persona mascle més vella en la comunitat que era també el major dels Owere era automàticament instal·lada com Odionwere {el més gran entre els ancians de la comunitat}. L'Odionwere i l' Owere dirigien el dia-a-dia de les seves diverses comunitats. Aquest sistema és pràctica encara a la terra Edo.
La ciutat de Benín fou la seu del govern del regne de Benín, un dels grans regnes (imperis) africans més potent durant els segles XV i XVI. La seva autoritat i la seva influència s'estenia fins a la costa de la moderna república de Benín al delta de Níger, al nord-oest del riu Níger i a Onisha a l'est. Quan la ciutat de Benín va ser envaïda i finalment va caure en mans de les forces de la Companyia Reial del Níger (britànica) el 1897, el país edo no va tardar a quedar sota la jurisdicció britànica com a part del protectorat de Nigèria del Sud (1900).
La caiguda d'Imperi de Benín era un esdeveniment que el poder colonial britànic sempre havia esperat; això va donar l'oportunitat als britànics d'estendre el seu imperi a Àfrica Occidental. Amb l'Imperi de Benín fora del seu camí va sorgir un domini colonial anomenat Colònia i Protectorat de Nigèria (per la unió de la colònia i Protectorat de Nigèria del Sud i el Protectorat de Nigèria del Nord el 1914).
Quan Nigèria va obtenir la seva independència el 1960 estava formada per tres regions, Nord, Oriental i Occidental; el país edo estava dins d'aquesta darrera. Benín i Delta [ estat de Bendel ] estava poblat per persones que comparteixen un origen comú, cultures, pràctiques religioses, i els avantpassats localitzables a l'antic Imperi de Benín. Aquests llaços històrics i la descoberta d'arrels comunes va transformar la identitat i va cristal·litzar en una consciència política i en un moviment polític ampli liderat per Oba Akenzua II que pressionava enèrgicament per la creació d'una regió separada amb Benín i el Delta. Aquest ideal d'una regió separada no va trobar el favor amb del govern regional occidental. Després de molt debat polític i constitucional un referèndum fou finalment celebrat el 27 de juliol de 1963. El resultat fou massiu i aclaparador: el 87% dels votants qualificats donaven suport a una regió separada per a les províncies de Benín i Delta, el 29% més del mínim estatutari. La llei sobre la regió de Mid-Western de 1962 va adquirir força legal el 9 d'agost de 1963 iniciant-se el govern separat de la nova regió dominada pel grup ètnic-lingüístic edo, com a quarta regió de Nigèria. Dennis Osadebey va ser nomenat administrador el 9 d'agost de 1963 i finalment esdevingué el primer ministre el febrer 1964.
Quan Nigèria fou reestructurada passant de quatre regions a dotze estats el 27 de maig de 1967, la regió Mid-Western va passar a ser l'estat Mid-Western, retenint les seves fronteres originals. El 3 de febrer de 1976, quan el règim militar de Murtala Muhammad va subdividir els 12 estats de Nigèria establint fins a 19 estats, Mid-Western va agafar el nom d'estat de Bendel, amb algun ajustament menor en les fronteres geogràfiques, amb cessió menor d'algun àrea fluvial a l'estat de Rivers. El 27 d'agost de 1991 Bendel va ser dividit en dos estats: L'estat Edo era un d'ells, retenint la ciutat de Benín com la seva capital com a continuació de la regió i estat Mid-Western i l'estat de Bendel. L'estat Edo va ser constituït el 27 d'agost de 1991 al mateix temps que l'estat del Delta que fou l'altra.

## Governadors
En les eleccions de 1992 John Odigie Oyegun (el candidat del Partit Social-democràtic de Nigèria SDP) es va enfrontar a Lucky Igbinedion (el candidat de la Convenció Republicana Nacional NRC), però les eleccions foren anul·lades el 4 de febrer d'aquell any pel tribunal electoral. Entre les reclamacions de Igbinedion hi havia que l'Oba de Benín i un dels seus caps, Nosakhare Isekhure, havien donat suport irregular a Oyegun. Finalment però la victòria d'aquest fou confirmada el 18 de març de 1992.
El 20 de març de 2008, un tribunal electoral va anul·lar l'elecció de Oserheimen Osunbor del Partit Democràtic Popular (PDP) i va declarar al seu rival i dirigent laboral Adams Oshiomhole del Congrés d'Acció com el guanyador. La decisió va ser basada en diverses irregularitats de vot.
Oshiomhole va ser votat per un segon terme el 2012.

## Àrees de Govern local
L'estat Edo consisteix en divuit (18) Àrees de Govern Local que són:
- Akoko-Edo
- Egor
- Esan-North-East
- Esan-Central
- Esan-South-East
- Esan-West
- Etsako-Central
- Etsako-East
- Etsako-West
- Iguegben
- Ikpoba-Okha
- Oredo
- Orhionmwon
- Ovia-North-East
- Ovia-South-West
- Owan-East
- Owan-West
- Uhunmwonde

## Superfície, població, ètnies, llengües
La superfície de l'estat és de 17.802 km² (sent el 22è del 36 estats). La població al cens de 2006 era de 3.218.332 habitants. L'estimació de població pel 2014 és 5 milions.
L'anglès és la llengua oficial de l'estat. Les llengües indígenes importants parlades en l'estat són Igarra, Edo, Esan i Okpamheri. Edo acull diverses etnicitats, entre ells els edos, okpe, esan, afemais, ora, owan, akoko-edos, igbanke, emai i ijaw.

## Economia
És un estat turístic. Entre els centres turístics el d' Imiegba Uchikpo River. Les atraccions turístiques d' Edo inclouen l'estatua d'Emotan a la ciutat de Benín, el llac Ise, la platja del Riu Níger a Agenebode, Etsako-East; la plaça Ambrose Alli a Ekpoma; les platges del riu Níger a Ilushi, i els turons Somorika a Akoko Edo, amb un centre turístic del govern a Ososo al mig d'un decorat espectacular.
L'estat produeix petroli.
L'estat és també notable pels productes agrícoles següents: goma, cacau, fruites seques. Hi ha mines de pedres precioses com el quars, ametista, mica, dolomita, pedrà de granit i pedra de llima utilitzada en la producció de ciment a Okpella.